# Präsident von Irland
Der Präsident von Irland (irisch Uachtarán na hÉireann [ˈuəxt̪əɾaːn̪ n̪ə ˈheːɾʲən̪], englisch President of Ireland) ist das Staatsoberhaupt der Republik Irland und bekleidet damit deren höchstes Amt. Der Präsident wird alle sieben Jahre direkt von der irischen Bevölkerung gewählt und kann maximal für eine weitere Amtszeit gewählt werden. Die Präsidentschaft ist großteils eine zeremonielle Stellung, aber der Präsident hat einige Machtbefugnisse, die alleine in seiner Verantwortung liegen. Das Amt wurde im Jahr 1937 durch die irische Verfassung geschaffen. Der Amtssitz des Präsidenten ist Áras an Uachtaráin in Dublin. Der aktuelle Amtsinhaber Michael D. Higgins wurde am 26. Oktober 2018 wiedergewählt. 

## Wahl
Die Amtszeit eines Präsidenten beträgt sieben Jahre und ein Präsident kann maximal zwei Amtszeiten diese Position ausüben. Der Präsident wird in geheimer Wahl direkt von der irischen Bevölkerung gewählt und muss mindestens 35 Jahre alt sein (Artikel 12). 
Kann ein Präsident sein Amt nicht mehr ausüben (zum Beispiel wegen schwerer Krankheit oder Tod) muss innerhalb von 60 Tagen eine Neuwahl stattfinden. In dieser Zeit übernimmt die Presidential Commission die Aufgaben des Präsidenten (Artikel 14). 

## Aufgaben
Die irische Verfassung schreibt ein parlamentarisches System vor, unter dem die Rolle des Präsidenten großteils zeremonieller Natur ist. Die meisten Funktionen kann der Präsident nur in enger Anlehnung an die Verfassung und auf Anordnung der Regierung durchführen. Der Präsident hat aber einige persönliche Machtbefugnisse, die er nach seinem eigenen Dafürhalten umsetzen kann. Im Gegensatz zu den Präsidenten anderer Staaten ist der irische Präsident weder nominell noch de facto eine Art Generaldirektor des Staates. Die Exekutivmacht liegt in den Händen des Kabinetts, die aber dazu angehalten ist, den Präsidenten bei allen politischen Themen auf dem Laufenden zu halten.

### Zeremonielle Aufgaben
- Einsetzen der Regierung: Der Präsident ernennt nach der Nominierung durch das Dáil Éireann (Unterhaus) den Taoiseach (Regierungsoberhaupt) sowie nach Nominierung durch den Taoiseach die anderen Minister und nimmt deren Rücktrittsgesuche entgegen. Er kann Minister auf Anraten des Taoiseach von ihrem Amt entbinden. Nach Bestimmung durch die Regierung muss der Präsident auch die Mitglieder der Judikative einsetzen.
- Versammeln und Auflösen des Dáil Éireann: Diese Aufgabe wird – bis auf die Möglichkeit, die Auflösung unter bestimmten Umständen abzulehnen – auf Vorschlag der Regierung ausgeführt.
- Unterzeichnen von Gesetzesvorschlägen: Der Präsident ist formell gesehen eine von drei Säulen des Oireachtas (Parlament). Er kann kein Gesetz ablehnen, das das Unterhaus und der Senat beschlossen haben – außer seine exklusiven Machtbefugnisse lassen dies zu.
- Außenpolitische Bedeutung: Auch diese Aufgabe wird durch die Regierung bestimmt. Der Präsident ernennt irische Botschafter und erkennt ausländische Botschafter in Irland an. Minister unterzeichnen (seit 1949) internationale Verträge im Namen des Präsidenten.
- Oberbefehlshaber der Verteidigungs-Streitkräfte: Diese Rolle wird ebenfalls auf Geheiß der Regierung durchgeführt.

### Einschränkungen
- Der Präsident darf das Land nur mit Zustimmung der Regierung verlassen.
- Jede Rede an die Nation und Reden vor dem Parlament müssen von der Regierung vorab genehmigt worden sein. Abgesehen davon besitzt der Präsident absolute Redefreiheit. Während frühere Präsidenten von diesem Recht nur selten Gebrauch machten, nutzten die beiden letzten Präsidentinnen Mary Robinson und Mary McAleese viele Gelegenheiten, um ihre persönliche Meinung ohne Mitsprache der Regierung kundzutun, zum Beispiel in Interviews. Allerdings wird vom Präsidenten erwartet, dabei keine direkte Kritik an der Regierung zu üben.

### Ermessensentscheidungen
Der Präsident kann in folgenden Fällen unabhängig entscheiden. Unter Umständen hat er die Meinung des Staatsrates einzuholen, ohne an diese gebunden zu sein.
- Prüfung von Gesetzesvorschlägen: Der Präsident darf, nach Rücksprache mit dem Staatsrat, einen Gesetzentwurf an den obersten Gerichtshof senden, um diesen auf Verfassungsmäßigkeit überprüfen zu lassen. Der Gerichtshof prüft den Entwurf im Ganzen; bei einem negativen Ergebnis darf der Präsident den Entwurf nicht unterzeichnen. Diese Möglichkeit der Prüfung ist die am meisten gebrauchte Ermessensentscheidung des Präsidenten. Von diesem Recht kann der Präsident allerdings nicht bei folgenden Entwürfen Gebrauch machen:
  - Haushaltsentwürfe
  - Entwürfe zur Verfassungsänderung
  - Bei wichtigen Gesetzentwürfen, bei denen die Zustimmungszeit des Senates gekürzt wurde
- Abstimmung von Gesetzesvorschlägen durch die Bevölkerung: Falls eine Mehrheit des Senates und ein Drittel des Dáil Éireann eine entsprechende Petition unterzeichnen, kann der Präsident nach Rücksprache mit dem Staatsrat die Unterschrift unter den Entwurf nur verweigern (abgesehen von Verfassungsänderungen), wenn er in dem Entwurf „nationale Wichtigkeit“ sieht. Dann gibt es zwei Möglichkeiten, den Entwurf in ein Gesetz umzuwandeln:
  - durch die Bevölkerung in einer normalen Volksbefragung
  - durch die Wiederwahl der Regierung bei einer Neuwahl innerhalb von acht Monaten

Diese Machtbefugnis des Präsidenten wurde bisher nicht eingesetzt, da die Regierung meistens eine Mehrheit im Senat besitzt, die das Drittel des Dáil blockieren kann.
- Ablehnung der Auflösung des Unterhauses: Präsidenten können die Auflösung des Dáil Éireann aufgrund des Wunsches eines Taoiseach, der die Unterstützung des Dáil verloren hat, verweigern. Auch von diesem Recht wurde bisher kein Gebrauch gemacht, auch wenn die Möglichkeit dazu bereits drei Mal (1944, 1982 und 1994) gegeben war. Da diese Macht „komplett im eigenen Ermessen“ liegt (absolute discretion nach der englischen Version der irischen Verfassung), beziehungsweise „durch seinen eigenen Rat“ (as a chomhairle féin nach der irischen Version der Verfassung), muss der Präsident diese Entscheidung ohne Konsultation des Staatsrates fällen, da dieser aus Führern der politischen Parteien besteht, die hier Einfluss nehmen könnten. Da laut Rechtsexperten in diesem Fall ein Unterschied zwischen den beiden Sprachversionen besteht – nach der englischen Version könnte der Präsident sich die Meinung der Opposition einholen; in der irischen Version darf er dies nicht –, gilt die Regel, dass die irische Version als verbindlich angesehen wird.[1]
- Der Präsident kann auf Verlangen des Dáil und nach Konsultation mit dem Staatsrat ein Zeitlimit verhängen, bis zu dem der Senat über einen Gesetzesentwurf entscheiden muss. Da der Senat nicht die Macht hat, ein Gesetz abzulehnen, ist dies die Zeit, um die der Senat ein Gesetz verzögern kann.
- Errichtung eines Vermittlungsausschusses: Auf Anraten des Senats kann der Präsident (nach Anhörung des Staatsrates) einen Vermittlungsausschuss einrichten, um einen Streit zwischen den beiden Häusern des Parlaments beizulegen, ob ein Gesetzesvorschlag als „Haushaltsgesetz“" gilt. Von diesem Recht wurde bisher kein Gebrauch gemacht.
- Rede an das Unter- bzw. Oberhaus: Der Präsident kann nach Rücksprache mit dem Staatsrat und für den Fall, dass seine Rede im Ganzen von der Regierung bewilligt wurde, eine offizielle persönliche Ansprache oder eine Nachricht an eines der beiden oder beide Häuser schicken. Vier Mal wurde bisher von diesem Recht Gebrauch gemacht, je einmal von Éamon de Valera und Mary Robinson sowie zweimal von Mary McAleese.
- Rede an die Nation: Der Präsident kann, nach Rücksprache mit dem Staatsrat und für den Fall, dass seine Rede im Ganzen von der Regierung bewilligt wurde, eine offizielle persönliche Ansprache oder eine offizielle Nachricht an die Nation richten. Erskine Childers war bisher der einzige Präsident, der dies getan hatte (1974).

## Nachfolge
Für den Fall eines vorzeitigen Ausscheidens des Präsidenten aus seinem Amt muss der Nachfolger innerhalb von 60 Tagen gewählt werden. In dieser Zwischenzeit übernimmt die sog. Presidential Commission die Aufgaben des Präsidenten.
Genau genommen endet die Amtszeit des alten Präsidenten um Mitternacht am Tag vor der Amtseinführung des neuen Präsidenten. Auch in der Zeit von Mitternacht bis zur tatsächlichen Amtseinführung übernimmt diese Kommission die Aufgaben des Präsidenten.
Auch der Staatsrat kann die Aufgaben des Präsidenten laut Verfassung übernehmen, falls sowohl der Präsident als auch die Kommission dazu nicht in der Lage sind; eine Situation, die bisher nicht aufgetreten ist.

## Liste der irischen Präsidenten
| #  | Präsident               | Amtszeit                                           | Partei                       |
| -- | ----------------------- | -------------------------------------------------- | ---------------------------- |
| –  | Presidential Commission | 29. Dezember 1937–25. Juni 1938                    |                              |
| 1. | Douglas Hyde            | 25. Juni 1938–24. Juni 1945                        | (von allen Parteien gewählt) |
| 2. | Seán Ó Ceallaigh        | 25. Juni 1945–24. Juni 1959 (2 Amtszeiten)         | Fianna Fáil                  |
| 3. | Éamon de Valera         | 25. Juni 1959–24. Juni 1973 (2 Amtszeiten)         | Fianna Fáil                  |
| 4. | Erskine Childers        | 25. Juni 1973–17. November 1974                    | Fianna Fáil                  |
|    | Presidential Commission | 17. November 1974–19. Dezember 1974                |                              |
| 5. | Cearbhall Ó Dálaigh     | 19. Dezember 1974–22. Oktober 1976                 | Fianna Fáil                  |
|    | Presidential Commission | 22. Oktober 1976–3. Dezember 1976                  |                              |
| 6. | Patrick Hillery         | 3. Dezember 1976–2. Dezember 1990 (2 Amtszeiten)   | Fianna Fáil                  |
| 7. | Mary Robinson           | 3. Dezember 1990–12. September 1997                | Irish Labour Party           |
| –  | Presidential Commission | 12. September 1997–10. November 1997               |                              |
| 8. | Mary McAleese           | 10. November 1997–11. November 2011 (2 Amtszeiten) | Fianna Fáil                  |
| 9. | Michael D. Higgins      | 11. November 2011–amtierend (2 Amtszeiten)         | Irish Labour Party           |

## Residenz, Salut, Anrede
Der Amtssitz des irischen Präsidenten ist Áras an Uachtaráin. Das Gebäude liegt im Phoenix Park in Dublin. Es verfügt über 29 Räume und wurde ehemals als Sommerresidenz des Lord Lieutenant of Ireland sowie von zwei der drei (Timothy Michael Healy und James McNeill) Generalgouverneure des Irischen Freistaates genutzt.
Der Präsident wird formell mit „Präsident“ (englisch President oder irisch A Uachtaráin), in der Regel ohne den Vorsatz „Mr.“ oder „Madam“ angeredet. Manchmal wird auch „Eure Exzellenz“ (englisch Your Excellency oder irisch A Shoilse) verwendet.
Der Präsidialsalut ist ein Teil der irischen Nationalhymne, Amhrán na bhFiann, und besteht aus den ersten und letzten zwei Zeilen des Liedes.

## Amtseinführung
Die Amtseinführung des Präsidenten ist eine formelle Zeremonie, die am Tag nach dem Ende der Amtszeit des ehemaligen Präsidenten in Dublin Castle in der St. Patrick’s Hall abgehalten wird.
Laut der irischen Verfassung muss der Präsident, wenn er sein Amt annimmt, in Gegenwart der Mitglieder beider Häuser des Parlaments, der Richter der obersten Gerichte und weiterer „Persönlichkeiten“ eine formelle Bekanntmachung unterschreiben, die veröffentlicht wird.
Vor den versammelten Mitgliedern des Dáil Éireann, des Seanad Éireann, der Regierung, der Judikative, vor Mitgliedern der lokalen Behörden, Diplomaten und weiteren eingeladenen Gästen sowie mit den Mitgliedern des Staatsrates hinter ihm muss der Präsident folgenden Amtseid leisten:
- Auf Irisch: I láthair Dia na nUilechumhacht, táimse á ghealladh agus á dhearbhú go sollúnta is go fírinneach bheith i mo thaca agus i mo dhidín do Bhunreacht Éireann, agus dlíthe a chaomhnú, mo dhualgais a chomhlíonadh go dilís coinsiasach de réir an Bhunreacht is an dlí, agus mo lándícheall a dhéanamh ar son leasa is fónaimh mhuintir na hÉireann. Dia do mo stiúradh agus do mo chumhdach.
- Auf Englisch: In the presence of Almighty God I do solemnly and sincerely promise and declare that I will maintain the Constitution of Ireland and uphold its laws, that I will fulfil my duties faithfully and conscientiously in accordance with the Constitution and the law, and that I will dedicate my abilities to the service and the welfare of the people of Ireland. May God direct and sustain me.

Obwohl der Amtseid wahlweise in einer der beiden Sprachen abgelegt werden kann, hat dies bisher jeder einzelne Präsident auf Irisch getan. Selbst Erskine Hamilton Childers, der niemals Irisch gelernt hatte, wählte – wenn auch widerwillig – die irische Version.

### Die Religion
Der Tag der Amtseinführung beinhaltet diverse Rituale und Zeremonien. Bis 1983 wurde der neue Präsident mit seinem Lebenspartner begleitet von den Blue Hussars (einer zeremoniellen Armee-Truppe) zu einer von Dublins Kathedralen (St. Mary’s Pro-Cathedral bei Katholiken, St. Patrick’s Cathedral bei Mitgliedern der Church of Ireland) begleitet.
In den 1970er Jahren hielt man, anstelle der bisherigen nach Konfession getrennten Gottesdienste, einen für beide Konfessionen in der jeweiligen Kathedrale ab. Unter den Gottesdiensten war auch eine Gebetsstunde in einer Synagoge in Dublin; der Präsident Cearbhall Ó Dálaigh hielt diese 1976 ab, um die langjährigen Beziehungen der Iren mit der jüdischen Gemeinschaft zu würdigen.
1983, in einer Zeit der wirtschaftlichen Einsparungen, wurden die kirchlichen Zeremonien mit der Zeremonie der eigentlichen Amtseinführung zusammengelegt, bei der der neue Präsident nun den gesammelten kirchlichen Segen der römisch-katholischen Kirche, der Church of Ireland, der Presbyterian Church in Ireland, der Methodist Church of Ireland, der Religiösen Gesellschaft der Freunde, der Juden und der Muslime erhielt. Dieser konfessions- und religionsübergreifende Segen fand seit 1983 bisher auch bei allen weiteren Amtseinführungen statt.
Doch es gibt auch Kritik an der Einbindung des religiösen Segens in die eigentliche Amtseinführungszeremonie, da einige Gäste gewisse Vorbehalte gegenüber anderen Konfessionen haben könnten, und deshalb Überlegungen, diesen Teil wieder auszugliedern.

### Der Weg zum Dublin Castle
Der neue Präsident wird auf seinem Weg zum und vom Dublin Castle von den Blue Hussars begleitet. Bis 1947 gab es sogar eine berittene Eskorte. Doch um Geld zu sparen, ersetzte die Regierung unter Éamon de Valera die irischen Pferde durch japanische Motorräder, die in den Augen des damaligen Verteidigungsministers imposanter wirken sollten.
Noch 1945, begleitet von der Pferdeeskorte, fuhr der neue Präsident Seán Ó Ceallaigh in dem alten Staats-Landauer von Königin Alexandra von Dänemark, der populär in der Bevölkerung war. Doch bei der Dublin Horse Show passierte mit diesem Gefährt ein Unfall, was dazu führte, dass seit 1947 für die Fahrt des Präsidenten ein Rolls-Royce verwendet wird – bis heute übrigens das originale Fahrzeug von 1947.

### Kleiderrichtlinien
Bei der ersten Amtseinführung 1938 entschied sich Präsident Douglas Hyde dazu, einen Tages-Frack (engl. Morning Suit – ähnlich einem Cutaway) zusammen mit einem schwarzen Samt-Hut zu tragen. Morning Suits waren die Standardkleidung bei Präsidenteneinführungen bis 1997, als bei der Zeremonie von Mary McAleese ihr Mann, der formelle Kleidung nicht mochte, diesen nicht trug. In der neuen „informellen“ Kleiderordnung von McAleese wurden die Gäste aufgefordert, normale Anzüge zu tragen und den Richtern wurde es untersagt, ihre traditionellen Perücken und Umhänge anzuziehen. Den Botschaftern wurde es ebenfalls nahegelegt, keine Landeskleidung zu tragen. Während einige die neue Informalität begrüßten, wurde diese von anderen als „Abwertung der Zeremonie“ kritisiert.

### Ansprache des neuen Präsidenten
Unmittelbar nach der Amtsübernahme richtet der neue Präsident üblicherweise ein paar Worte an die Anwesenden, obwohl die Verfassung für alle offiziellen Reden „an die Nation“ oder „das Parlament“ eine Genehmigung der Regierung vorsieht. Tatsächlich hat sich der Gerichtshof bereits mit der Frage beschäftigt, ob die Genehmigungspflicht auch auf diesen Fall anzuwenden ist. Da die praktische Durchführbarkeit fraglich erschien, findet die Vorschrift letztlich keine Anwendung; andererseits wird erwartet, dass der eben erst eingesetzte Präsident sich in gebührender inhaltlicher Zurückhaltung übt.

### Ende des Tages
Der neue Präsident wird (außer es handelt sich um den Fall einer zweiten Amtszeit; in diesem Fall lebt der neue und alte Präsident bereits in der offiziellen Residenz) am Morgen von seiner privaten Wohnung abgeholt und zur Zeremonie gebracht. Nach der Zeremonie wird der neue Amtsinhaber durch die Straßen von Dublin zu seinem Amtssitz Áras an Uachtaráin gebracht, wo er vom Staatssekretär in Empfang genommen wird. Am Abend findet dann von der Regierung ein Empfang im Dublin Castle statt.

## Amtsvergehen und Amtsenthebung
Die irische Verfassung sieht lediglich zwei Möglichkeiten vor, einen Präsidenten vor Ablauf der sieben Jahre seines Amtes zu entheben, nämlich durch
- den Supreme Court, wenn mindestens fünf Richter der Ansicht sind, dass der Präsident sein Amt auf Dauer nicht mehr ausüben kann
- das Parlament, aber nur im Falle von Amtsmissbrauch. Jedes der beiden Parlamentshäuser kann die Amtsenthebung des Präsidenten veranlassen, allerdings muss dafür eine Mehrheit von zwei Dritteln vorliegen und der Antrag muss von mindestens 30 Mitgliedern gestellt worden sein. Während das eine Haus die Anschuldigungen einbringt, entscheidet das andere Haus, selbst oder durch ein Komitee, ob diese zutreffen. Bei einer Zweidrittelmehrheit und unter der Bedingung, dass das Vergehen schwerwiegend genug für eine Amtsenthebung ist, kann daraufhin der Präsident seines Amtes enthoben werden. Bis zum heutigen Tag gab es noch keine Amtsenthebung.

## Geschichte
Das Amt „Präsident von Irland“ wurde 1937 geschaffen und löste das Amt des Generalgouverneurs des irischen Freistaates ab, das von 1922 bis 1937 existierte. Die Amtszeit von sieben Jahren wurde durch die der Präsidenten von Deutschland und Österreich zu dieser Zeit inspiriert. Zur Zeit der Entstehung warnten Kritiker davor, dass das Amt die Gefahr einer Diktatur beinhalten würde; eine Angst, die sich als unbegründet herausstellen sollte.
Viele sind der Ansicht, dass Mary Robinson als siebte Präsidentin während ihrer Amtszeit von 1990 bis 1997 das ehemals konservative Amt stark liberalisiert habe. Sie versuchte ein neues Gefühl für die Staatswirtschaft zu etablieren, knüpfte politische und kulturelle Bündnisse mit anderen Ländern und Kulturen, betonte die Bedürfnisse von Entwicklungsländern, verglich die Große Hungersnot mit der heutigen Ernährungsweise der Iren sowie der Armut und versuchte eine Brücke zwischen Entwicklungsländern und Industriestaaten zu bauen. Robinson war der erste Präsident, welcher Ruanda nach dem Völkermord 1994 und Somalia 1992 besuchte.

## Kontroverses

### Nordirland
Der ursprüngliche Text der Verfassung von Irland, wie er 1937 angenommen worden war, beschrieb (mittlerweile wurde der Text per Verfassungsänderung geändert) in den umstrittenen Artikeln 2 und 3 zwei geopolitische Einheiten: ein 32 Grafschaften umfassendes Staatsterritorium (= die irische Insel) sowie einen Staat aus 26 Grafschaften (= das Gebiet des ehemaligen irischen Freistaates). Der Gedanke hinter dem Titel „Präsident von Irland“ war die Präsidentschaft von ganz Irland, was jedoch von den Unionisten in Ulster und dem Vereinigten Königreich Großbritannien und Nordirland, dem international anerkannten Staat mit der Befehlsgewalt über Nordirland, angefochten wurde.
Im Gegenzug stellte die Republik Irland 1952 die Proklamation des britischen Parlaments von Queen Elisabeth II. als „Königin des Vereinigten Königreiches von Großbritannien und Nordirland“ in Frage. Die Regierung weigerte sich auch, königlichen Anlässen beizuwohnen. Zum Beispiel erschien Präsident Hillery 1981 trotz Einladung von Königin Elisabeth nicht bei der Hochzeit von Prinz Charles und Lady Diana und 1953 weigerte sich Seán Ó Ceallaigh auf Anraten der Regierung, auf eine Garten-Party zur Feier der Krönung in der britischen Botschaft zu gehen. Als Gegenmaßnahme bestand Großbritannien darauf, den Präsidenten nur noch mit „Präsident der Republik Irland“ oder „Präsident der irischen Republik“ anzusprechen; offizielle Schreiben von Queen Elizabeth zur Einsetzung von Botschaftern wurden zum Beispiel direkt an den Präsidenten gerichtet, also „Präsident Hillery“.
Um diesen Disput war es dann lange Zeit ruhig geworden, bis Präsidentin Robinson einseitig ein Tabu brach und regelmäßig England besuchte, um öffentliche Funktionen auszuüben, hauptsächlich in Bezug auf die anglo-irischen Beziehungen und die irische Emigrantengemeinschaft in Großbritannien. In einem Gegenzug wurde sie von Queen Elizabeth II. in den Buckingham Palace eingeladen; von britischer Seite her wurde dieser Besuch als „Besuch des Präsidenten von Irland“ angegeben. Auch Mary McAleese, die Nachfolgerin von Robinson, besuchte den Palast mehrere Male, und im Gegenzug kamen der Prince of Wales, der Duke of York, der Earl of Wessex und der Duke of Edinburgh nach Irland.
Obwohl der Titel „Präsident von Irland“ die Autorität in Nordirland impliziert, benötigt der irische Präsident in Realität die Genehmigung des Parlaments, um nach Nordirland zu reisen, da dies als „Auslandsbesuch“ angesehen wird – eine Genehmigung, die vor der Amtszeit von Mary Robinson regelmäßig abgelehnt wurde. Mary McAleese, selbst geborene Nordirin, hat aber bereits, wie ihre Vorgängerin, mehrmals Nordirland bereist und wurde, als Zeichen der modernen anglo-irischen Beziehung, selbst von führenden Unionisten willkommen geheißen. Beim Begräbnis eines Kindes, das von der Real IRA in Omagh getötet wurde, ging sie symbolisch Hand in Hand mit dem Unionistenführer David Trimble in der Kirche den Mittelgang entlang. Auch 2002, als Queen Elizabeth II. das Parlamentsgebäude in Nordirland besuchte und über die irische Identität und Nationalismus sprach, verzichteten Sinn Féin darauf, Proteste und Demonstrationen zu organisieren.
Trotz der Änderungen an den Artikeln 2 und 3 der Verfassung aufgrund des Karfreitagsabkommens bleibt der offizielle Titel des Präsidenten „Präsident von Irland“, auch wenn es kaum noch einen Disput darüber gibt, dass der Präsident lediglich das höchste Amt der Republik bekleidet und daher in der Praxis (inoffiziell) Irlands Staatsoberhaupt ist. Aufgrund der Tatsache, dass Mary McAleese gebürtige Nordirin ist, wird sie von vielen Nationalisten in Nordirland auch als deren Präsidentin angesehen, und es gibt erste Gedanken, bei Präsidentschaftswahlen auch nordirische Wähler zuzulassen.

### Staatsoberhaupt von 1937 bis 1949
In der Zeit von 1937 bis 1949 war es rechtlich unklar, ob der irische Staat nun eine Republik oder weiterhin eine Form der konstitutionellen Monarchie war, und ob das Staatsoberhaupt nun der Präsident, die irische Regierung oder der britische König – damals Georg VI. – gewesen sei. Der genaue konstitutionelle Status dieser Zeit ist seitdem Streitpunkt vieler politischer Diskussionen.
1937 wurde die bestehende Verfassung des Irischen Freistaates komplett überarbeitet, der Name des Staates auf „Irland“ (Éire) geändert und mit Ausnahme der außenpolitischen sämtliche Aufgaben des britischen Monarchen in Irland auf den neu geschaffenen Präsidenten von Irland übertragen. Doch die Verfassung legte die Staatsform nicht explizit auf die einer Republik fest und der Präsident wurde darin ebenfalls nicht als Staatsoberhaupt bezeichnet. Der ungewisse Status endete erst 1949, als auch die außenpolitischen Aufgaben dem König genommen wurden und die Staatsform definitiv als „Republik“ geregelt wurde. Damit wurde auch der Präsident endgültig zum Staatsoberhaupt.
Der Status des irischen Staates von 1937 bis 1949 spielt lediglich symbolisch eine Rolle und hatte kaum praktische Auswirkungen, da sowohl die Rolle des Königs als auch die des Präsidenten großteils zeremonieller Natur waren. Die einzige praktische Auswirkung der Erklärung der Republik im Jahr 1949 war die gleichzeitige Beendigung der Mitgliedschaft des Staates im Commonwealth.